# Sociální software
Sociální software (též socioware) je obecně řečeno každý software, který umožňuje lidem potkávat se, spolupracovat a tvořit komunity pomocí počítačových propojení.
Široce pojato, tento termín v sobě tudíž může zahrnovat i starší média, jako byl Usenet či mailing listy (emailové diskusní skupiny), nicméně většinou se vnímání sociálního software omezuje na novější software, jako jsou blogy a wiki.
Jsou kolaborativní technologie jako součást poskytování služeb. Obsahuje funkce vzájemného sdílení zpráv, dokumentů, výměny informací ve skupinách, komunitách či už mezi osobami, nebo procesy dokumentového a informačního managementu – firemní depozitáře. Úlohou softwaru je spolupracovat a vytvářet komunity pomocí počítačů a počítačových sítí.
Mladí lidé díky moderním technologiím ztrácejí hranice mezi studiem, prací a zábavou. Výměna informací, souborů, hudby apod., jako i společenská komunikace jsou včleněné do informační infrastruktury. Patří sem komunikační portály, blogy, Wikipedie resp. wiki systémy obecně, webové konference (audio, video), virtuální kanceláře apod. Více firem z oblasti IT začalo nabízet takovéto kolaborativní služby (např. Microsoft, IBM, Google…). Tyto systémy mají společné budování a udržování společenských sítí a virtuálních komunit a fungují v maximální míře na principu spoluorganizace.

## Příklady
- Diskuzní fórum
- Instant messaging
- wiki
- Blog
- Social bookmarking
- Sociální síť
- social networking